# Distinção entre azul e verde em diferentes idiomas
| #5B8930 | 萌黄 Moegi "Cebola Fresca", listada com amarelo            |
| #6B9362 | 若竹色 Wakatake-iro "Cor do Bambu jovem", listada com azul |

A aplicação de termos (p/ cores) de faixas do espectro visível são, convenções culturais essencialmente arbitrárias. A noção de "verde" em línguas européias modernas corresponde a cerca de 520-570 nm (nanómetro), mas muitas línguas históricas e não-europeias fizeram outras escolhas, como por exemplo utilizando um termo para o intervalo de ~. 450-530 nm ("azul / verde") e outro para ca. 530-590 nm ("verde / amarelo")
Cores tradicionais do Japão

Muitos idiomas utilizam o mesmo termo ou palavra para se referir às cores "azul" e "verde" , não diferenciando as cores do espectro visível, sendo reconhecido apenas como ciano (em linguística é por vezes chamado grue, em Inglês). A definição é complicada para alguns falantes que distinguiram primariamente tais matizes (propriedade que distingue as cores) no espectro visível, os quais usavam palavras para descrever outros componentes da cor, como saturação e luminosidade do objeto que estava sendo descrito. As cores "azul" e "verde" podem ser diferenciados, mas um único termo pode ser usado para ambas as cores quando escuras, ou verde pode estar associado com o amarelo, e azul com preto ou cinza.
Por exemplo: em vietnamita tanto as folhagens como o céu têm a cor xanh (para distinguir, o verde é xanh lá cây, significado: "ciano de folha"; o azul é xanh dương, significado: "ciano de oceano"). Em tailandês, o termo khiaw (เขียว) significa verde, exceto quando se referir ao céu ou ao mar, caso referente ao azul; khiaw cha-um (เขียวชอุ่ม), khiaw khachi (เขียวขจี) e khiaw praed (เขียวแปร๊ด) todos significam azul intenso ou um cinza luminoso, embora o último vem sendo mais usado a medida que a língua “aprende” a distinguir as cores. Em chinês o termo qīng (青) pode referir-se a ambas cores e também, por vezes, a preto, embora haja palavras próprias para azul, lán (蓝/藍), para o verde, lǜ (绿/綠) e preto, hēi (黑). Em coreano o termo pureuda (푸르다) pode referir-se a ambas cores. Em japonês, o termo ao para azul (青) é frequentemente usada para designar cores que nas línguas ocidentais são referidas como verde, exemplo, sinal de trânsito para  "Siga". Muitas línguas bantas também utilizam uma única palavra para azul e verde.
Conforme o filólogo Lazarus Geiger, após analise de textos antigos islandeses, hindus, chineses, árabes e hebraicos,  informa não ter encontrado menção à palavra azul.
Conforme Brent Berlin e Paul Kay no estudo de terminologia para cores Basic Color Terms: Their Universality and Evolution (1969), palavras distintas para marrom, violeta, rosa, laranja e cinza não surgem em uma língua antes que já existam termos distintos para verde e azul. Essa distinção, somente ocorre depois que a língua já tiver palavras para preto, branco, vermelho, verde/amarelo. Os egípcios foram a primeira sociedade a usar um termo que representasse a cor azul (produziam corantes azuis). A partir de então, aparentemente, a consciência da cor espalhou-se pelo mundo moderno.

## Semíticas

### Árabe
Em árabe a palavra para azul é geralmente azraq (أزرق). A palavra para verde é  akhḍar (أخضر). No entanto, o céu é por vezes referido como  "verde" na poesia clássica árabe, na qual al-khaḍrā’ (الخضراء), a forma feminina de akhḍar (em árabe, a palavra para céu,  samā (سماء) é feminina), literalmente  'o que é verde', é um epíteto para o céu, embora al-zarqā’ (الزرقاء; forma feminina de azraq, literalmente 'o que é azul') também seja usada para o céu.
No Sudão, descrevem a cor de um homem do norte de pele muito negra chamado-o de verde, de acordo com o analista Albaqir Muhktar de Cartum. Embora os povos do norte e os povos do sul possuirem a mesma cor de pele, estes são chamados por termos diferentes, os do sul são referidos como negros; porém, os do norte são chamados de verdes.

### Hebraico
Em hebraico, a palavra "כחול" (pronúncia /kaˈχol/) significa azul e, "ירוק" (pronúncia /jaˈʁok/) significa verde, tendo a mesma raiz semítica , י־ר־ק (j-r-q), como a palavra para vegetais (ירקות, jeʁaˈkot).
Como no russo e no italiano, o hebraico apresenta palavras separadas para azul claro, t'khelet (תכלת) — a cor do céu e das  franjas no vestuário ritual Tzitzit. Essa cor tem um significado especial na cultura judaica.

## Indo-Europeias

### Bálticas
Em letão, há palavras separadas para verde (zaļš) e azul (zils). Ambos, são derivados da mesma palavra proto-indo-europeia amarelo, ghel. Várias outras palavras letãs foram derivadas dessas cores, ou seja, a grama é chamado de zale (de zaļš), enquanto o nome de íris é zilite (de zils)
A palavra hoje arcaica Mels foi usado para descrever tanto azul escuro como preto (provavelmente indicando que anteriormente zils fora usado apenas para tons mais claros de azul). Por exemplo, mirtilos são chamados de mellenes.
Em Letão preto é "melns" (em alguns dialetos locais "mells"); existem duas espécies diferentes - mirtilos e qmoras, ambas chamados "mellenes".

### Eslavas
Em polonês, o azul (niebieski) e o verde (zielony) são tratadas como cores separadas. A palavra para azul celeste ou azul, błękitny pode ser considerda tanto para cor básica ou para outros tons de azul conforme quem fala. Da mesma forma, azul escuro ou azul marinho (granatowy) que derivam seu nome de romã (granat), podem ser por alguns considerados como um azul arroxeado, uma cor básica separada, o.preto (czarny) é completamente distinto de azul. Como no Inglês, o polonês distingue cor-de-rosa ("rozowy") de vermelho ("czerwony").
A palavra siwy significa azul-acinzentado em polonês (literalmente significa a cor do cabelo grisalho). A palavra siny refere-se ao azul-violeta e é usada para descrever a cor das equimoses ("siniaki"), hematomas e também a coloração azul da pele que pode resultar de moderada hipotermia.
O russo não tem uma única palavra que se refira a toda a gama de cores denotadas pelo termo Inglês "azul". Ao invés disso, tradicionalmente trata a luz azul (голубой, goluboy) como uma cor separada independente do azul claro ou escuro (siniy), com todas as sete cores "básicas" do espectro (vermelho-amarelo-laranja-verde- олубой / goluboy (azul celeste, azul claro, mas não igual a ciano)- синий/siniy (azul escuro verdadeiro, como um violeta-ultramarino sintético), enquanto que em inglês (p.ex.)  o azul claro e o ciano não são consideradas cores diferentes, mas tons do azul. Para melhor entendimento disso, lembrar que em português se faz uma distinção similar entre vermelho e vermelho claro (rosa), as quais são consideradas como cores diferentes e não meros tons de vermelho. Essa distinção não existe em muitas outras línguas, como em língua chinesa, onde as cores Vermelha (红 / 紅, hóng e  "Rosa" (粉红, fěn hóng, lit. "vermelho de pólvora") são tidas como tonalidades diversas de uma única cor. Em russo há distinção dessas cores, vermelho (красный, krasniy) e rosa (розовый, rozoviy).
A descrição das cores do arco-íris em português distingue Azul do Anil (turquesa) e indigo,, a última sendo descrita como azul escuro ou violeta ultramarino.
Em Sérvio, temos:
- Azul: plavo (плаво)  indica qualquer azul.
  - Azul escuro: siniy
  - Azul marinho: teget
  - Azul aço: čelikasto-ugasita† (referência à bandeira da Revolução sérvia – forma não usada no dia-a-dia)
  - Azul claro: goluboj
    - Azul bem claro: plavetna† (referência à bandeira de Montenegro – forma não usada no dia-a-dia)
- erden: zeleno (зелено)

Outras tonalidades são expressas com uma palavras precedendo as mesmas. Ex. tamnoplava.
Cabelo loiro é chamado plava (blue). Tudo o que for turquesa (cor) é chamado verde e por vezes olhos azuis são denominados verdes.

### Célticas
Em galês e em inglês as diferenciações entre o azul e o verde não são as mesmas. A palavra glas é geralmente traduzida como  "azul". Também pode se referir, diversamente, a cor do mar, da grama ou de prata. A palavra gwyrdd (um empréstimo do latim' viridis) é a tradução padrão para o "verde".
Glas (mesma grafia acima) é, comparativamente, a tradução de "verde" em Irlandês e em  Bretão, com referência específica aos tons de verde das plantas; outros tons são referido no irlandês moderno como uaine ou aithne. Em irlandês "médio" em irlandês "antigo", glas era um termo geral para cores que variam do verde ao azul e até vários tons de cinza (ou seja, o glas de uma espada, o glas de pedra, etc.)
No irlandês moderno a palavra "azul" é orm - palavra tomada do Galês antigo  gwrm, agora obsoleta, que significava "azul escuro" ou "sombrio". Uma relíquia do significado original ("sombrio") sobrevive no termo irlandês daoine gorma, que significa "pessoas da raça negra".
Na tradicional língua galesa e nas línguas célticas relacionadas, glas  poderia se referir a tons azuis, mas também para certos tons de verde e de cinza. Llwyd poderia se referir a tons de marrom ou cinza, no entanto, o galês moderno está tendendo para o sistema de cores ocidental, restringindo 'glas' para azul e usando 'gwyrdd' para verde, 'llwyd' para cinza e 'brown' para o marrom . Da mesma forma, em Irlandês,glas pode significar vários tons de verde e cinza (como o mar), enquanto que 'lliath é o “próprio” cinza  (como pedra) e o termo próprio para a azul é Gorn (como o céu ou as montanhas Cairngorm), embora esse mesmo Gorm também possa em alguns contextos, significar preto, sendo os que os subsaarianos negros referidos como gorma daoine, ou pessoas azuis. Além disso, o limite entre as cores varia muito: por exemplo, uma mesma ilha é chamada em bretão Enez glas ("a ilha azul" ) e  em francês l' Île Verte ("a ilha verde")  referindo-se em ambos os casos à cinza- verde de sua vegetação, apesar de ambas as línguas distinguirem o verde (grama) do azul (céu limpo ao meio-dia ) .

### Românicas
Os termos românicos para "verde” (“vert” - Francês, Italiano, Português, Romeno e Espanhol “verde”' ) vêm todos do latim viridis .
O termo para "azul", por outro lado, variam:  bleu do francês é de origem germânica  foi emprestado a muitas outras línguas, incluindo o Inglês .
O francês, como a maioria das línguas românicas, faz mais ou menos as mesmas distinções do Inglês, tendo um termo específico para azul (“bleu”), verde (“vert”) e cinza (“gris”). Para as três cores, diferentes tons podem ser indicadas por termos diferentes, nenhum dos quais significa uma cor básica: ”bleu clair” (azul claro),”bleu ciel” (azul celeste), ”bleu marin”(azul marinho), ”roi bleu”(azul real ), ”vert clair”(verde claro), ”vert pomme”(verde maçã),”antracite gris”(cinza muito escuro), ”gris souris”(verde rato – lit.).
O italiano distingue azul (blu) e verde (verde). Há, porém, duas palavras para azul:  Azzurro  e Celeste .
Azzurro, o equivalente de  azul, não é considerado um tom de blu, mas sim o oposto, ou seja, blu é um tom mais escuro de azzurro; Celeste significa literalmente a cordo céu, sendo freqüentemente usado como sinônimo de azzurro, apesar de ser uma cor mais clara do que esse azzurro  Para indicar uma mistura de verde e celeste, italianos dizem verde acqua, literalmente verde água ou acquamarina (água-marinha), ou glauco, que também é usado para indicar uma mistura de verde e cinza em plantas.
Em português, existe clara distinção entre azul e verde. Mais distinções podem ser feitas entre vários tons de azul. Por exemplo, "azul-celeste" que indica o céu azul, "azul-marinho" e "azul-turquesa". Pode-se também fazer a distinção entre o "verde-claro" e "verde-escuro" e entre várias qualidades de verde: por exemplo, "verde-oliva" e "verde-esmeralda". O ciano em geral é percebido por alguns como um tom de azul e por outros como um tom de verde, e por isso também às vezes é chamado de "verde-água" ou "azul-piscina".
O romeno distingue claramente entre as cores verde (verde) e azul (albastru). Também usa palavras separadas para diferentes tons de uma mesma cor, por exemplo, luz azul (bleu), azul (albastru), azul-escuro (bleu-marin ou bleomarin), juntamente com uma palavra para turquesa (Turcoaz) e azul (azur ou azuriu).
À semelhança do Francês, Romeno, Italiano e Português, o Espanhol distingue azul (azul) e verde (verde) e tem um termo adicional para o tom de azul visível no céu , ou seja, "celeste", o que não deixa de ser considerado um tom de azul.

### Germânicas
Na Língua nórdica antiga a palavra blár era usada também para descrever a cor preta (e também a palavra para descrever as pessoas da África - blámenn 'pessoas azuis/pretas'). Em sueco blå é a moderna palavra para azul e era usada conforme acima até o início do século XX e ainda de forma limitada no moderno faroês.
O Alemão e o Neerlandês distinguem Azul (respectivamente Blau e blauw) do Verde (Grün e groen). De forma similar ao Inglês, há termos para azul claro (Hellblau e lichtblauw) e nuances mais escuras de azul (Dunkelblau e donkerblauw). Em Alemão, os substantivos levam inicial maiúscula e assim as cores são assim escritas quando  substantivos e com minúscula inicial quando adjetivos.  Além disso, os adjetivos das cores mais tradicionais são declinados em caso gramatical, número e gênero. Algumas cores "modernas" (como rosa) não sofrem tais declinações quando adjetivos, porém, no Alemão Standard é necessário adicionar o sufixo farben ou farbig (colorido), o qual leva a uma declinação (exemplo: ein rosafarbenes Auto, lit. 'um rosa-colorido carro'). Porém, em geral na linguagem coloquial isso não é utilizado e o resultado é  ein rosanes Auto ou simplesmente ein rosa Auto.

### Grego
Os termos para "azul" e "verde" mudaram muito durante a transição da Língua grega antiga para o grego moderno. No grego antigo havia o termo  γλαυκός "azul bem claro", contrastando com χλωρός "verde brilhante". κυανός (que se tornou o "ciano" em Português) significava tanto uma "substância azul escura" como "simplesmente azul ".
No grego atual há πράσινο (prásino) para verde e γαλάζιο (galázio) ou θαλασσί (thalassí, 'cor do mar') para Azul claro/Azul do mar. A palavra recente tomada do francês  μπλε (ble Fr. bleu) é usada para azul.
Há nomes adicionais para azul/verde claro e escuro:
1. τυρκουάζ (tyrkouáz) - Turquesa
2. κυανό (kyanó) – Azul do céu claro
3. λαχανί (lachaní 'cor do repolho') – Verde lima
4. λαδί (ladí) – Verde oliva
5. χακί (chakí) - Cáqui]
6. κυπαρισσί (kyparissí 'cor de cipreste') – Verde marrom.

As duas primeiras palavras da lista são aceitas como tons de azul, as demais, como tons de verde. Há ainda βιολέ (violé) / βιολετί (violetí) para "azul violeta", o qual é, porém, usualmente considerado como um tom do púrpura, não de azul.

### Iranianas
A língua osseta tem uma palavra que vale para 'azul, azul claro' e 'verde' —цъæх (tsah), mas há uma palavra separada para verde—кæрдæгхуыз (kardaghuyz), literalmente—relvado (de кæрдæг—relva). Essa última deriva de кæрдын (kardyn)—ceifar, i.e. sendo relva o que é ceifado (como em alemão Heu (hau) - hauen (ceifar)).
Osseta tem também  palavras para azul claro: æрвхуыз (arvhuyz) de æрвон—céu; бæлонхуыз (balonhuyz) de бæлон—pombo (oriundo do russo, cf. голубой (azul claro) - голубь (pombo)).
A língua pashto usa a palavra shīn tanto para azul como para verde. Shinkay, palavra derivada de shīn, significa 'verde da vegetação', mas shīn āsmān significa 'céu azul'. Quando há ambiguidade, é comum que se pergunte (como em vietnamita), "Shīn como céu?  Ou shīn como vegetação?"
Em persa as palavras para azul incluem آبی ābi (literalmente cor da água, de āb 'água') para azul em geral; نیلی nili (de  nil, 'anil, indigo'), para nuances mais fortes de azul como as cores das nuvens de chuva; فیروزه fayruzeh 'cor da turquesa', para a cor de olhos azuis; لاجوردی lājvardi ou لاژوردی lāzhvardi 'cor do lápis lazúli', de onde viram as palavras  lazuli azurro; نیلوفری nilufari 'cor de nenúfar'; کبود kabud, antiga palavra literária para azul.
A palavra persa para verde é sabz, a qual no Sudão é usada para descrever pessoas de pele bem escura.
O azul do céu tem várias descrições em língua Persa e na sua literatura usando as palavras  sabz, fayruzeh, nil, lājvardi,  nilufari para 'verde', 'indigo', 'turquesa', 'azurro', ou 'cor dos nenúfares'. Exemplos: sabz-ākhor 'verde estábulo', sabz-āshyāneh 'verde teto', sabz-ayvān 'verde varanda, sabz-bādbān 'verde marinho', sabz-bāgh 'verde jardim', sabz-farsh 'verde tapete', sabz-golshan 'verde jardim florido', sabz-kārgāh 'verde exposição', sabz-khvān 'verde mesa', sabz-manzareh 'verde panorama', sabz-maydān 'verde campo' sabz-pol 'verde ponte', sabz-tāq 'verde arco', sabz-tasht 'verde bacia', sabz-tā’us 'verde pavão', São epítetos poéticos para o céu em adição a nomes compostos similares usando palavras para azul: lājvardi-saqf 'forro pintado em lápis lázuli' ou fayruzeh-tasht 'bacia turquesa'. Há ainda palavras para verde de origem Árabe, como اخضر akhzar e خضرا khazrā que são epítetos para céu ou paraíso, bem como charkh-e akhzar 'verde roda'.

### Indo-Arianas
As línguas indo-arianas distinguem verde de azul. Em urdu, azul é neela e verde é sabz. Há alguns nomes para tons de azul, tais como ferozi.

## Basco
No idioma basco há três palavras nativas para cores derivadas de "ur" (água):  Urdin é usada hoje em dia na maioria dos casos para azul. "Ubel", que originalmente significava enchente e no que diz respeito às cores é usada frequentemente em relação a contusões. "Begi ubela" seria traduzido para o português como "um olho preto e azul". Mas, em basco Ubel permanece em uso mesmo após a pele machucada ter perdido a cor roxa e tornar-se pálida. A  palavra é usada tanto para roxo, em particular e para tonalidade pálida em geral. "Uher", originalmente significava sujo (de água parada ou algo enferrujado) e é usado para tons de cinza, marrom castanho,algo escuro em geral. O verde é geralmente expresso com a palavra berde do espanhol "verde" / francês "vert". A autenticidade dos termos bascos menos comuns para verde (h) orlegi e musker é contestada. </ref>-->

## Fino-Ugrianas

### Finlandês
A língua finlandesa faz distinção entre vihreä (verde) e sininen (blue). A cor Turquesa ou Verde-azulado  é considerada uma cor separada intermediária entre verde e azul. A cor preta (musta) é diferenciada do azul.
O nome para a cor azul, sininen é compartilhado com outras línguas fino-bálticas, sendo, portanto, oriundo da antiga língua Proto-Finlandesa (há cerca de 5000 anos). Porém, é também compartilhada com a não relacionada língua Russa (синий, siniy), sugerindo que seja uma palavra tomada por empréstimo (ou a palavra russa poderia ser o substrato da finlandesa). A palavra vihreä (viher-, arcaico viheriä, viheriäinen) se relaciona com  vehreä "verdejante" e vihanta "verde", e viha "ódio", originalmente "veneno".

## Estoniano
Não há palavra em estoniano com tal similiaridade, mas há roheline, provavelmente relacionada com a palavra estoniana rohi "relva". A palavra viha não tem correspondentes em línguas correlatas como as permianas, nas quais não significa veneno, mas há "bile" ou "verde/ amarelo" que foi originalmente tomada de uma proto-língua Indo-Iraniana e se relaciona a víirus "veneno". Do mesmo modo, a palavra  musta "preto" é também de origem finlandesa..
A diferenciação de várias cores por tonalidade é fino-báltica (um grande subgrupo das urálicas) na origem. Apenas vermelho (Punainen) foi claramente distinguido por matiz, com outras cores descritas em termos de brilho ( Valkea vs Musta), num uso de adjetivos não-de-cores para mais especificidade. Como alternativa, parece que a distinção entre Valkea e Musta era para de fato "limpa, brilhando" versus “sujo, escuro". O significado original de “Sini” foi, possivelmente, ou "preto/escuro" ou "verde". A teoria de Mauno Koski é que de que as cores escuras de alta saturação, tanto azul como verde seriam Sini, enquanto tons de cores com baixa saturação, como o marrom escuro ou preto, seriam  Musta. Embora a teoria diga que originalmente Vihreä não era um verdadeiro nome de cor e foi usado para descrever as plantas somente, a ocorrência de Vihreä viha  como um nome de uma cor em várias línguas e casos relacionados foi provavelmente polissêmica (que significa tanto "verde" como " verdejante") desde tempos antigos das fino-bálticas. Assim, qualquer que seja o caso com essas teorias, a diferenciação de azul e verde é pelo menos tão antiga quanto as línguas fino-bálticas. 

### Húngaro
O Húngaro distingue verde (zöld) e azul (kék), também preto (fekete). Cores intermediárias entre verde e azul são normalmente referidas  como zöldeskék (literalmente azul-esverdeado) ou kékeszöld (verde azulado), mas palavras para cores específicas nesse continuum, como turquesa (türkiz), também existem. Tons particulares de uma cor também podem ter nomes próprios, como azul celeste (azúr).

## Turcomanas
A língua cazaque, como muitas das línguas túrquicas, distingue kök, nome para a cor do céu, do mar, do verde das plantas - do nome  jasâl, cor das coisas verdes feitas pelo homem.
A língua turca trata o azul escuro ou da marinha (lacivert, mesma raiz Persa do inglês azure e lápis-lazúli) como uma cor separada de azul médio ou claro (mavi). Mavi deriva  da palavra árabe مائي mā’ī 'como água' (ماء mā’ é a palavra árabe para água) e lacivert deriva do persa لاجورد lājvard 'lápis-lazúli', uma pedra semi-preciosa da cor do azul marinho. No Tengriismo, religião pré islâmica dos turcomanos, azul era a cor que representava o leste e também o signo do zodíaco Aquarius. Um característico tom azul, o turquesa, foi muito usado pelos turcomanos em suas tradicionais decorações e joias.
Na cultura turca pré-islâmica tradicional, tanto azul e verde eram expressos pelo mesmo nome,gök 'céu'. O nome ainda está em uso em muitas áreas rurais. Por exemplo, em muitas regiões da Turquia, quando o mofo é formado em queijo, o fenômeno é chamado de gögermek 'virando a cor do gök / céu'.

## Mongol
Em língua mongol, a palavra para verde é ногоон (nogoon). Em mongol se distinguem o azul claro e o escuro, sendo o claro  цэнхэр (tsenher) e o escuro é хѳх (höh).

## Filipino (Tagalo)
Os falantes do tagalo usam geralmente palavras do espanhol  para azul e  verde—asul (do espanhol azul) e berde (do espanhol verde). Embora esses nomes sejam muito mais comuns na língua falada, a língua tagalo tem nomes nativos para essas cores:  bughaw para azul e lunti(an) para verde, usados na literatura e na poesia. Em cebuano, outra importante língua das Filipinas, as palavras são bughaw e lunhaw'..
A brincadeira adulta referida como "blue joke" (piada “apimentada”) em inglês é referida como  "greens joke" em tagalo, uma outra origem espanhola, pois em espanhol essa brincadeira é chamada "chiste verde".

## Dravidianas
Em língua tâmilhá distinção entre verde (pachai), azul (neelam) e preto (karuppu). O prefixo "ven" indica cores escuras, enquanto que o prefixo "elam" indica cores claras, assim  ven-pachai significa verde escuro.

## Ásia oriental

### Chinês
A moderna língua chinesa apresenta a diferenciação Azul-Verde:蓝/ 藍 lán para azul  e 绿 / 緑 lǜ; porém, para verde 青 há outra palavra que é do vernáculo moderno, qīng () pode também usada. Essa pode ser referir tanto a verde com a azul ou (com bem menos frequência) a preto, como em xuánqīng ( onde  se refere à cor preta). Por exemplo a Bandeira da República da China (Taiwan) ainda é referida hoje como qīng tiān, bái rì, mǎn dì hóng ("Céu Azul, Sol Branco, Toda Terra Branca")—); onde qīng cài () é a palavra chinesa para "verde dos vegetais". Qīng 青 foi a tradicional designação de tanto azul como verde durante muito tempo na história da  língua Chinesa, enquanto que as palavras 蓝 lán e  绿 lǜ surgiram mais recentemente, como parte da adoção do  “Chinês Vernacular” moderno como norma social, substituindo o Chinês Clássico.

### Japonês
A palavra japonesa (nihongo -ao (cor) (青-extra - substantivo, nihongo - 青-aoi= adjetivo), tem exatamente o mesmo caractere kanji do Chinês qīng acima e pode se referir tanto a azul como verde, dependendo da situação. Na moderna língua japonesa há a palavra nihongo “verde”: 緑 (midori0, que é de uso relativamente recente. No japonês antigo não havia tal distinção, pois a palavra  midori surgiu somente depois, durante o período Heian e nesse tempo e por longo tempo depois, midori ainda era considerada como uma tonalidade de ao. Material educacional distinguindo verde e azul veio somente depois da Segunda Grande Guerra. Assim, mesmo com a maioria dos japoneses considerando esses termo como verde, ao é ainda usado para vegetais, maçãs e clorofila na vegetação. Ao é também a palavra usada para definir a cor do sinal de trânsito para 'Siga' (“verde”, mesmo sendo azul). Porém, para muitos outros objetos, como carros e suéteres por exemplo, usa-se o termo midori. Os japoneses usam por vezes o termo nihongo グリーン- (gurīn), cuja origem é o inglês "green", para cores. Há na língua também vários outros termos para tons específicos de verde e de azul.

### Coreano
O termo nativo coreano 푸르다 (romanizado) -pureu-da, um adjetivo, pode significar tanto azul como verde ou ainda verde azulado. Esse termo é usado em 푸른 하늘 (pureun haneul, azul do céu) para azul ou em 푸른 숲 (pureun sup, verde floresta) para verde. Outras palavras são usadas para azul e verde: 파란 (paran adjetivo), 파란색/파랑 (paransaek/parang substantivo) para azul, 초록 (chorok adjetivo/ substantivo), 초록색 (choroksaek substantivo); ou formas curtas, 녹색 noksaek substantivo para verde. Porém, para os sinais de trânsito, paran é usada para verde (Siga), mesmo que esse termo signifique tipicamente azul. Cheong 청 é também usado para verde e azul. Trata-se de uma palavra oriunda do Chinês 靑, pinyin: qing) que é usada no nome próprio Cheong Wa Dae (청와대 ou em Hanja: 靑瓦臺), a “Casa Azul”, a residência executiva oficial do Presidente da Coreia do Sul.

### Vietnamita
A língua vietnamita normalmente não tem termos para a cor verde, usando uma palavra que se refere também azul. Ambas cores são chamadas xanh. É uma interpretação de thanh do Chinês e do Japonês. O azul é especificamente descrito como xanh, como na cor do céu (xanh da trời) ou mesmo como xanh, como em oceano" (xanh dương) e verde xanh", das plantas. (xanh lá cây).
No vietnamita moderno, por vezes se usam os termos xanh lam e xanh lục (as segundas sílabas derivam do Chinês 蓝|蓝 e wikt:绿|绿 conforme acima para azul e verde, respectivamente.

## Bantas
Em língua suaíle a palavra para azul é buluu que veio diretamente do inglês e está na língua há relativamente pouco tempo. Para outras cores, o Suaíle usa expressões como  rangi ya ___ (a cor de ___) ou uma versão curta version, -a ___. Exemplos: verde é rangi ya kijani ou rangi ya majani, cujo significado é a cor da relva/das folhas. O azul do céu é rangi ya samawati, a cor do céu da palavra Árabe para céu. Todas essas poalavras podem ser escritas -a kijani, -a majani, -a samwati, etc.
Na língua zulu se usa a palavra -luhlaza (o prefixo varia conforme a classe do substantivo relacionado) para  azul/verde.  A língua tswana para qualquer das cores azul/verde.	

## Americanas
Na língua dacota dos Sioux, a palavra tȟó é usada tanto para azul como para verde, embora se use a palavra tȟózi (mistura das palavras tȟó  "(azul-verde)," e zí ("amarelo") ou mesmo zítȟo). Isso tem algo em comum com as formas também usadas zíša/šázi para cor de laranja (šá significando "vermelho") e šátȟo/tȟóša para "púrpura/violeta".
Nas línguas maias, também há palavras que são únicas para Azul e Verde. Por exemplo: em Iucateque, a palavra para verde/azul é yax.
As línguas do tronco tupi não diferenciavam originalmente as duas cores, porém, o fazem hoje em função da influência do espanhol e do português. No tupi antigo, o termo para verde/azul/roxo era soby (AFI: [sɔˈβɨ]). Para diferenciar as três cores, acrescentavam-se adjetivosː obyeté ("azul verdadeiro") significava azul, obymanisob ("azul-maniçoba") significava verde e obykanugûá ("azul resplandecente") significava roxo. Em guarani antigo, o termo para verde/azul era hovy (AFI: [ɦɔvɨ]). No tupi moderno, existe a palavra suikiri (AFI: [sui'kiri]), que significa tanto verde como azul. Pode-se, ainda, usar a palavra akira (AFI: [a'kira]), não maduro, para se referir ao verde e diferenciá-lo do azul, pois frequentemente frutas não maduras são da cor verde. Já no guarani moderno, o azul é referido como hovy e o verde como hovyû ou sa'yky, talvez cognato com o tupi suikiri. O guarani também tem a palavra aky, cognato com o tupi akira, que também significa não maduro mas não se usa para indicar cor.
Os Yebamasa da região do rio Piraparana em  Vaupés, sudeste da Colômbia, usam a palavra sumese para Azul/Verde.